# Вольф-Израэль, Евгения Михайловна
Евгения Михайловна Вольф-Израэль (по мужу Вивьен; 21 декабря 1895 (2 января 1896) — 9 ноября 1975) — советская театральная актриса, народная артистка РСФСР (1957).

## Биография
Евгения Михайловна Вольф-Израэль родилась 21 декабря 1895 (2 января 1896) (по др. источникам в 1897). В 1911—1914 годах училась на драматических курсах при Александринском театре у Ю. М. Юрьева. В 1914—1916 годах играла в провинциальных театрах, в 1916—1917 годах — в театрах Петрограда. В 1918—1919 годах выступала в Воронеже (сначала в театре драмы В. И. Никулина, затем в городском театре у режиссёра Я. Л. Лейна).
В 1919—1921 годах играла в Большом драматическом театре в Петрограде (сейчас Большой драматический театр имени Г. А. Товстоногова). В 1922—1923 годах выступала в театрах Украины в Киеве и Харькове. Наиболее значительная роль этого периода — роль Полины в пьесе А. Н. Островского «Доходное место».
С 1923 года была в труппе Государственного театра драмы им. А. С. Пушкина (сейчас Александринский театр). Здесь раскрылась лирико-комедийная сторона дарования актрисы, её склонность к сатирическому заострению образов, которые отмечены тонкостью, изяществом и ритмической чёткостью.
Умерла 9 ноября 1975 года на 80-м году жизни в Ленинграде, похоронена на Большеохтинском кладбище (Пензенская дорожка).

### Семья
- Отчим — скрипач, дирижёр и педагог Михаил Александрович Вольф-Израэль (1870—1934).
- Мать — Анна Семёновна Великосельская (1879—1949).
- Муж — театральный актёр, режиссёр и педагог Леонид Сергеевич Вивьен (1887—1966), народный артист СССР (1954).
- Дочь — актриса и театровед Марина Леонидовна Вивьен (род. 16 ноября 1925,ск.в 2020 г.). С 1986 года — директор музея Академии русского балета им. А. Я. Вагановой.

## Награды и премии
- Орден «Знак Почёта» (1939)[3].
- Народная артистка РСФСР (1957).

## Работы в театре

### Большой драматический театр
- «Двенадцатая ночь» У. Шекспира — Мария
- «Отелло» У. Шекспира — Дездемона
- «Синяя птица» М. Метерлинка — Тильтиль

### Государственный театр драмы им. А. С. Пушкина
- «Яд» А. В. Луначарского — Римма
- «Цезарь и Клеопатра» Б. Шоу — Клеопатра
- «Пигмалион» Б. Шоу — Элиза Дулитл
- «Ливень» Сомерсета Моэма — Сэди Томсон
- 1927 — «Волки и овцы» А. Н. Островского (реж. Л. С. Вивьен) — Глафира
- 1931 — «Страх» А. Н. Афиногенова — Валентина
- 1934 — «Борис Годунов» А. С. Пушкина (реж. Б. М. Сушкевич) — Марина Мнишек
- 1939 — «Маскарад» М. Ю. Лермонтова (реж. В. Э. Мейерхольд) — Нина
- 1941 — «Горе от ума» А. С. Грибоедова (реж. Л. С. Вивьен) — Наталья Дмитриевна
- 1941 — «Глубокая разведка» А. А. Крона — Марго
- 1946 — «Школа злословия» Р. Шеридана — леди Тизл
- 1947 — «Глубокие корни» Дж. Гоу и Д'Юссо — Алиса
- 1951 — «Незабываемый 1919-й» Вс. Вишневского — мадам Буткевич
- 1953 — «Порт-Артур» А. Н. Степанова и И. Ф. Попова — госпожа Стессель
- 1957 — «Осенний сад» Л. Хеллман — Роз Григгс